# Campions del Torneig de Roland Garros

## Palmarès
| Any  | Individuals                                    | Individuals                                    | Dobles                                         | Dobles                                         | Dobles                                         |
| Any  | Masculí                                        | Femení                                         | Masculins                                      | Femenins                                       | Mixts                                          |
| ---- | ---------------------------------------------- | ---------------------------------------------- | ---------------------------------------------- | ---------------------------------------------- | ---------------------------------------------- |
| 1891 | H. Briggs                                      |                                                |                                                |                                                |                                                |
| 1892 | Jean Schopfer                                  |                                                |                                                |                                                |                                                |
| 1893 | Laurent Riboulet                               |                                                |                                                |                                                |                                                |
| 1894 | André Vacherot                                 |                                                |                                                |                                                |                                                |
| 1895 | André Vacherot                                 |                                                |                                                |                                                |                                                |
| 1896 | André Vacherot                                 |                                                |                                                |                                                |                                                |
| 1897 | Paul Aymé                                      | Adine Masson                                   |                                                |                                                |                                                |
| 1898 | Paul Aymé                                      | Adine Masson                                   |                                                |                                                |                                                |
| 1899 | Paul Aymé                                      | Adine Masson                                   |                                                |                                                |                                                |
| 1900 | Paul Aymé                                      | Hélène Prévost                                 |                                                |                                                |                                                |
| 1901 | André Vacherot                                 | P. Girod                                       |                                                |                                                |                                                |
| 1902 | Michel Vacherot                                | Adine Masson                                   |                                                |                                                |                                                |
| 1903 | Max Décugis                                    | Adine Masson                                   |                                                |                                                |                                                |
| 1904 | Max Décugis                                    | Kate Gillou                                    |                                                |                                                |                                                |
| 1905 | Maurice Germot                                 | Kate Gillou                                    |                                                |                                                |                                                |
| 1906 | Maurice Germot                                 | Kate Gillou                                    |                                                |                                                |                                                |
| 1907 | Max Décugis                                    | Comtesse de Kermel                             |                                                |                                                |                                                |
| 1908 | Max Décugis                                    | Kate Gillou-Fenwick                            |                                                |                                                |                                                |
| 1909 | Max Décugis                                    | Jeanne Matthey                                 |                                                |                                                |                                                |
| 1910 | Maurice Germot                                 | Jeanne Matthey                                 |                                                |                                                |                                                |
| 1911 | André Gobert                                   | Jeanne Matthey                                 |                                                |                                                |                                                |
| 1912 | Max Décugis                                    | Jeanne Matthey                                 |                                                |                                                |                                                |
| 1913 | Max Décugis                                    | Marguerite Broquedis                           |                                                |                                                |                                                |
| 1914 | Max Décugis                                    | Marguerite Broquedis                           |                                                |                                                |                                                |
| 1915 | Sense competició per la Primera Guerra Mundial | Sense competició per la Primera Guerra Mundial | Sense competició per la Primera Guerra Mundial | Sense competició per la Primera Guerra Mundial | Sense competició per la Primera Guerra Mundial |
| 1916 | Sense competició per la Primera Guerra Mundial | Sense competició per la Primera Guerra Mundial | Sense competició per la Primera Guerra Mundial | Sense competició per la Primera Guerra Mundial | Sense competició per la Primera Guerra Mundial |
| 1917 | Sense competició per la Primera Guerra Mundial | Sense competició per la Primera Guerra Mundial | Sense competició per la Primera Guerra Mundial | Sense competició per la Primera Guerra Mundial | Sense competició per la Primera Guerra Mundial |
| 1918 | Sense competició per la Primera Guerra Mundial | Sense competició per la Primera Guerra Mundial | Sense competició per la Primera Guerra Mundial | Sense competició per la Primera Guerra Mundial | Sense competició per la Primera Guerra Mundial |
| 1919 | Sense competició per la Primera Guerra Mundial | Sense competició per la Primera Guerra Mundial | Sense competició per la Primera Guerra Mundial | Sense competició per la Primera Guerra Mundial | Sense competició per la Primera Guerra Mundial |
| 1920 | André Gobert                                   | Suzanne Lenglen                                |                                                |                                                |                                                |
| 1921 | Jean Samazeuilh                                | Suzanne Lenglen                                |                                                |                                                |                                                |
| 1922 | Henri Cochet                                   | Suzanne Lenglen                                |                                                |                                                |                                                |
| 1923 | François Blanchy                               | Suzanne Lenglen                                |                                                |                                                |                                                |
| 1924 | Jean Borotra                                   | Julie Vlasto                                   |                                                |                                                |                                                |
| 1925 | René Lacoste                                   | Suzanne Lenglen                                | Jean Borotra René Lacoste                      | Suzanne Lenglen Julie Vlasto                   | Suzanne Lenglen Jacques Brugnon                |
| 1926 | Henri Cochet                                   | Suzanne Lenglen                                | Vincent Richards Howard Kinsey                 | Suzanne Lenglen Julie Vlasto                   | Suzanne Lenglen Jacques Brugnon                |
| 1927 | René Lacoste                                   | Cornelia Bouman                                | Henri Cochet Jacques Brugnon                   | Irene Bowder Peacock Bobbie Heine              | Marguerite Broquedis Jean Borotra              |
| 1928 | Henri Cochet                                   | Helen Wills Moody                              | Jean Borotra Jacques Brugnon                   | Phoebe Watson Eileen Bennett                   | Eileen Bennett Henri Cochet                    |
| 1929 | René Lacoste                                   | Helen Wills Moody                              | René Lacoste Jean Borotra                      | Lilí Álvarez Cornelia Bouman                   | Eileen Bennett Henri Cochet                    |
| 1930 | Henri Cochet                                   | Helen Wills Moody                              | Henri Cochet Jacques Brugnon                   | Helen Wills Elizabeth Ryan                     | Cilly Aussem Bill Tilden                       |
| 1931 | Jean Borotra                                   | Cilly Aussem                                   | George Lott John Van Ryn                       | Eileen Bennett Betty Nuthall                   | Betty Nuthall Patrick Spence                   |
| 1932 | Henri Cochet                                   | Helen Wills Moody                              | Henri Cochet Jacques Brugnon                   | Helen Wills Elizabeth Ryan                     | Betty Nuthall Fred Perry                       |
| 1933 | Jack Crawford                                  | Margaret Scriven Vivian                        | Pat Hughes Fred Perry                          | Simonne Mathieu Elizabeth Ryan                 | Margaret Scriven Jack Crawford                 |
| 1934 | Gottfried von Cramm                            | Margaret Scriven Vivian                        | Jean Borotra Jacques Brugnon                   | Simonne Mathieu Elizabeth Ryan                 | Colette Rosambert Jean Borotra                 |
| 1935 | Fred Perry                                     | Hilde Krahwinkel Sperling                      | Jack Crawford Adrian Quist                     | Margaret Scriven Kay Stammers                  | Lolette Payot Marcel Bernard                   |
| 1936 | Gottfried von Cramm                            | Hilde Krahwinkel Sperling                      | Jean Borotra Marcel Bernard                    | Simonne Mathieu Billie Yorke                   | Billie Yorke Marcel Bernard                    |
| 1937 | Henner Henkel                                  | Hilde Krahwinkel Sperling                      | Gottfried von Cramm Henner Henkel              | Simonne Mathieu Billie Yorke                   | Simonne Mathieu Yvon Petra                     |
| 1938 | Don Budge                                      | Simone Mathieu                                 | Bernard Destremau Yvon Petra                   | Simonne Mathieu Billie Yorke                   | Simonne Mathieu Dragutin Mitic                 |
| 1939 | Don McNeill                                    | Simone Mathieu                                 | Don McNeill Charles Harris                     | Simonne Mathieu Jadwiga Jędrzejowska           | Sarah Palfrey Cooke Elwood Cooke               |
| 1940 | Sense competició per la Segona Guerra Mundial  | Sense competició per la Segona Guerra Mundial  | Sense competició per la Segona Guerra Mundial  | Sense competició per la Segona Guerra Mundial  | Sense competició per la Segona Guerra Mundial  |
| 1941 | Sense competició per la Segona Guerra Mundial  | Sense competició per la Segona Guerra Mundial  | Sense competició per la Segona Guerra Mundial  | Sense competició per la Segona Guerra Mundial  | Sense competició per la Segona Guerra Mundial  |
| 1942 | Sense competició per la Segona Guerra Mundial  | Sense competició per la Segona Guerra Mundial  | Sense competició per la Segona Guerra Mundial  | Sense competició per la Segona Guerra Mundial  | Sense competició per la Segona Guerra Mundial  |
| 1943 | Sense competició per la Segona Guerra Mundial  | Sense competició per la Segona Guerra Mundial  | Sense competició per la Segona Guerra Mundial  | Sense competició per la Segona Guerra Mundial  | Sense competició per la Segona Guerra Mundial  |
| 1944 | Sense competició per la Segona Guerra Mundial  | Sense competició per la Segona Guerra Mundial  | Sense competició per la Segona Guerra Mundial  | Sense competició per la Segona Guerra Mundial  | Sense competició per la Segona Guerra Mundial  |
| 1945 | Sense competició per la Segona Guerra Mundial  | Sense competició per la Segona Guerra Mundial  | Sense competició per la Segona Guerra Mundial  | Sense competició per la Segona Guerra Mundial  | Sense competició per la Segona Guerra Mundial  |
| 1946 | Marcel Bernard                                 | Margaret Osborne duPont                        | Marcel Bernard Yvon Petra                      | Louise Brough Clapp Margaret Osborne           | Pauline Betz Budge Patty                       |
| 1947 | József Asbóth                                  | Patricia Canning Todd                          | Eustace Fannin Eric Sturgess                   | Louise Brough Clapp Margaret Osborne           | Sheila Piercey Eric Sturgess                   |
| 1948 | Frank Parker                                   | Nelly Adamson Landry                           | Lennart Bergelin Jaroslav Drobný               | Doris Hart Patricia Canning Todd               | Patricia Canning Todd Jaroslav Drobný          |
| 1949 | Frank Parker                                   | Margaret Osborne duPont                        | Pancho Gonzalez Frank Parker                   | Louise Brough Clapp Margaret Osborne           | Sheila Piercey Eric Sturgess                   |
| 1950 | Budge Patty                                    | Doris Hart                                     | Bill Talbert Tony Trabert                      | Doris Hart Shirley Fry Irvin                   | Barbara Scofield Enrique Morea                 |
| 1951 | Jaroslav Drobný                                | Shirley Fry Irvin                              | Ken McGregor Frank Sedgman                     | Doris Hart Shirley Fry Irvin                   | Doris Hart Frank Sedgman                       |
| 1952 | Jaroslav Drobný                                | Doris Hart                                     | Ken McGregor Frank Sedgman                     | Doris Hart Shirley Fry Irvin                   | Doris Hart Frank Sedgman                       |
| 1953 | Ken Rosewall                                   | Maureen Connolly Brinker                       | Lew Hoad Ken Rosewall                          | Doris Hart Shirley Fry Irvin                   | Doris Hart Vic Seixas                          |
| 1954 | Tony Trabert                                   | Maureen Connolly Brinker                       | Vic Seixas Tony Trabert                        | Maureen Connolly Nell Hall Hopman              | Maureen Connolly Lew Hoad                      |
| 1955 | Tony Trabert                                   | Angela Mortimer Barrett                        | Vic Seixas Tony Trabert                        | Beverly Baker Darlene Hard                     | Darlene Hard Gordon Forbes                     |
| 1956 | Lew Hoad                                       | Althea Gibson                                  | Don Candy Bob Perry                            | Angela Buxton Althea Gibson                    | Thelma Coyne Long Luis Ayala                   |
| 1957 | Sven Davidson                                  | Shirley Bloomer Brasher                        | Mal Anderson Ashley Cooper                     | Shirley Bloomer Brasher Darlene Hard           | Věra Suková Jiří Javorský                      |
| 1958 | Mervyn Rose                                    | Zsuzsa Körmöczy                                | Ashley Cooper Neale Fraser                     | Rosa Reyes Yola Ramírez Ochoa                  | Shirley Bloomer Brasher Nicola Pietrangeli     |
| 1959 | Nicola Pietrangeli                             | Christine Truman Janes                         | Nicola Pietrangeli Orlando Sirola              | Sandra Reynolds Renee Schuurman                | Yola Ramírez Ochoa Billy Knight                |
| 1960 | Nicola Pietrangeli                             | Darlene Hard                                   | Roy Emerson Neale Fraser                       | Maria Bueno Darlene Hard                       | Maria Bueno Bob Howe                           |
| 1961 | Manuel Santana                                 | Ann Haydon Jones                               | Roy Emerson Rod Laver                          | Sandra Reynolds Renee Schuurman                | Darlene Hard Rod Laver                         |
| 1962 | Rod Laver                                      | Margaret Smith                                 | Roy Emerson Neale Fraser                       | Sandra Reynolds Renee Schuurman                | Renee Schuurman Bob Howe                       |
| 1963 | Roy Emerson                                    | Lesley Turner                                  | Roy Emerson Manuel Santana                     | Ann Haydon Jones Renee Schuurman               | Margaret Smith Ken Fletcher                    |
| 1964 | Manuel Santana                                 | Margaret Smith                                 | Roy Emerson Ken Fletcher                       | Margaret Smith Lesley Bowrey                   | Margaret Smith Ken Fletcher                    |
| 1965 | Fred Stolle                                    | Lesley Turner                                  | Roy Emerson Fred Stolle                        | Margaret Smith Lesley Bowrey                   | Margaret Smith Ken Fletcher                    |
| 1966 | Tony Roche                                     | Ann Haydon Jones                               | Clark Graebner Dennis Ralston                  | Margaret Smith Judy Tegart-Dalton              | Annette Van Zyl Frew McMillan                  |
| 1967 | Roy Emerson                                    | Françoise Durr                                 | John Newcombe Tony Roche                       | Françoise Durr Gail Sherriff                   | Billie Jean King Owen Davidson                 |
| 1968 | Ken Rosewall                                   | Nancy Richey                                   | Ken Rosewall Fred Stolle                       | Françoise Durr Ann Haydon Jones                | Françoise Durr Jean-Claude Barclay             |
| 1969 | Rod Laver                                      | Margaret Smith Court                           | John Newcombe Tony Roche                       | Françoise Durr Ann Haydon Jones                | Margaret Smith Court Marty Riessen             |
| 1970 | Jan Kodeš                                      | Margaret Smith Court                           | Ilie Năstase Ion Ţiriac                        | Gail Sherriff Françoise Durr                   | Billie Jean King Bob Hewitt                    |
| 1971 | Jan Kodeš                                      | Evonne Goolagong Cawley                        | Arthur Ashe Marty Riessen                      | Gail Sherriff Françoise Durr                   | Françoise Durr Jean-Claude Barclay             |
| 1972 | Andrés Gimeno                                  | Billie Jean King                               | Bob Hewitt Frew McMillan                       | Billie Jean King Betty Stöve                   | Evonne Goolagong Kim Warwick                   |
| 1973 | Ilie Năstase                                   | Margaret Smith Court                           | John Newcombe Tom Okker                        | Margaret Smith Court Virginia Wade             | Françoise Durr Jean-Claude Barclay             |
| 1974 | Björn Borg                                     | Chris Evert                                    | Dick Crealy Onny Parun                         | Chris Evert Olga Morozova                      | Martina Navrátilová Ivan Molina                |
| 1975 | Björn Borg                                     | Chris Evert                                    | Brian Gottfried Raúl Ramírez                   | Chris Evert Martina Navrátilová                | Fiorella Bonicelli Thomaz Koch                 |
| 1976 | Adriano Panatta                                | Sue Barker                                     | Fred McNair Sherwood Stewart                   | Fiorella Bonicelli Gail Sherriff               | Ilana Kloss Kim Warwick                        |
| 1977 | Guillermo Vilas                                | Mima Jaušovec                                  | Brian Gottfried Raúl Ramírez                   | Regina Maršíková Pam Teeguarden                | Mary Carillo John McEnroe                      |
| 1978 | Björn Borg                                     | Virginia Ruzici                                | Gene Mayer Hank Pfister                        | Mima Jaušovec Virginia Ruzici                  | Renáta Tomanová Pavel Složil                   |
| 1979 | Björn Borg                                     | Chris Evert                                    | Gene Mayer Sandy Mayer                         | Betty Stöve Wendy Turnbull                     | Wendy Turnbull Bob Hewitt                      |
| 1980 | Björn Borg                                     | Chris Evert                                    | Victor Amaya Hank Pfister                      | Kathy Jordan Anne Smith                        | Anne Smith Billy Martin                        |
| 1981 | Björn Borg                                     | Hana Mandlíková                                | Heinz Günthardt Balázs Taróczy                 | Rosalyn Fairbank Tanya Harford                 | Andrea Jaeger Jimmy Arias                      |
| 1982 | Mats Wilander                                  | Martina Navrátilová                            | Sherwood Stewart Ferdi Taygan                  | Martina Navrátilová Anne Smith                 | Wendy Turnbull John Lloyd                      |
| 1983 | Yannick Noah                                   | Chris Evert                                    | Anders Järryd Hans Simonsson                   | Rosalyn Fairbank Candy Reynolds                | Barbara Jordan Eliot Teltscher                 |
| 1984 | Ivan Lendl                                     | Martina Navrátilová                            | Henri Leconte Yannick Noah                     | Martina Navrátilová Pam Shriver                | Anne Smith Dick Stockton                       |
| 1985 | Mats Wilander                                  | Chris Evert                                    | Mark Edmondson Kim Warwick                     | Martina Navrátilová Pam Shriver                | Martina Navrátilová Heinz Günthardt            |
| 1986 | Ivan Lendl                                     | Chris Evert                                    | John Fitzgerald Tomáš Šmíd                     | Martina Navrátilová Andrea Temesvári           | Kathy Jordan Ken Flach                         |
| 1987 | Ivan Lendl                                     | Steffi Graf                                    | Anders Järryd Hank Pfister                     | Martina Navrátilová Pam Shriver                | Pam Shriver Emilio Sánchez                     |
| 1988 | Mats Wilander                                  | Steffi Graf                                    | Andrés Gómez Emilio Sánchez                    | Martina Navrátilová Pam Shriver                | Lori McNeil Jorge Lozano                       |
| 1989 | Michael Chang                                  | Arantxa Sánchez Vicario                        | Jim Grabb Patrick McEnroe                      | Larisa Savchenko Neiland Natalia Zvereva       | Manon Bollegraf Tom Nijssen                    |
| 1990 | Andrés Gómez                                   | Monica Seles                                   | Sergio Casal Emilio Sánchez                    | Jana Novotná Helena Suková                     | Arantxa Sánchez Vicario Jorge Lozano           |
| 1991 | Jim Courier                                    | Monica Seles                                   | John Fitzgerald Anders Järryd                  | Gigi Fernández Jana Novotná                    | Helena Suková Cyril Suk                        |
| 1992 | Jim Courier                                    | Monica Seles                                   | Jakob Hlasek Marc Rosset                       | Gigi Fernández Natasha Zvereva                 | Arantxa Sánchez Vicario Mark Woodforde         |
| 1993 | Sergi Bruguera                                 | Steffi Graf                                    | Luke Jensen Murphy Jensen                      | Gigi Fernández Natasha Zvereva                 | Eugenia Maniokova Andreï Olhovskiy             |
| 1994 | Sergi Bruguera                                 | Arantxa Sánchez Vicario                        | Byron Black Jonathan Stark                     | Gigi Fernández Natasha Zvereva                 | Kristie Boogert Menno Oosting                  |
| 1995 | Thomas Muster                                  | Steffi Graf                                    | Jacco Eltingh Paul Haarhuis                    | Gigi Fernández Natasha Zvereva                 | Larisa Neiland Todd Woodbridge                 |
| 1996 | Ievgueni Kàfelnikov                            | Steffi Graf                                    | Ievgueni Kàfelnikov Daniel Vacek               | Lindsay Davenport Mary Joe Fernandez           | Patricia Tarabini Javier Frana                 |
| 1997 | Gustavo Kuerten                                | Iva Majoli                                     | Ievgueni Kàfelnikov Daniel Vacek               | Gigi Fernández Natasha Zvereva                 | Rika Hiraki Mahesh Bhupathi                    |
| 1998 | Carles Moyà                                    | Arantxa Sánchez Vicario                        | Jacco Eltingh Paul Haarhuis                    | Martina Hingis Jana Novotná                    | Venus Williams Justin Gimelstob                |
| 1999 | Andre Agassi                                   | Steffi Graf                                    | Mahesh Bhupathi Leander Paes                   | Serena Williams Venus Williams                 | Katarina Srebotnik Piet Norval                 |
| 2000 | Gustavo Kuerten                                | Mary Pierce                                    | Todd Woodbridge Mark Woodforde                 | Martina Hingis Mary Pierce                     | Mariaan de Swardt David Adams                  |
| 2001 | Gustavo Kuerten                                | Jennifer Capriati                              | Mahesh Bhupathi Leander Paes                   | Virginía Ruano Pascual Paola Suárez            | Virginía Ruano Pascual Tomás Carbonell         |
| 2002 | Albert Costa                                   | Serena Williams                                | Paul Haarhuis Ievgueni Kàfelnikov              | Virginía Ruano Pascual Paola Suárez            | Cara Black Wayne Black                         |
| 2003 | Juan Carlos Ferrero                            | Justine Henin                                  | Bob Bryan Mike Bryan                           | Kim Clijsters Ai Sugiyama                      | Lisa Raymond Mike Bryan                        |
| 2004 | Gastón Gaudio                                  | Anastassia Mískina                             | Xavier Malisse Olivier Rochus                  | Virginía Ruano Pascual Paola Suárez            | Tatiana Golovin Richard Gasquet                |
| 2005 | Rafael Nadal                                   | Justine Henin                                  | Jonas Björkman Maks Mirni                      | Virginía Ruano Pascual Paola Suárez            | Daniela Hantuchová Fabrice Santoro             |
| 2006 | Rafael Nadal                                   | Justine Henin                                  | Jonas Björkman Maks Mirni                      | Lisa Raymond Samantha Stosur                   | Katarina Srebotnik Nenad Zimonjić              |
| 2007 | Rafael Nadal                                   | Justine Henin                                  | Mark Knowles Daniel Nestor                     | Alicia Molik Mara Santangelo                   | Nathalie Dechy Andy Ram                        |
| 2008 | Rafael Nadal                                   | Ana Ivanović                                   | Pablo Cuevas Luis Horna                        | Anabel Medina Garrigues Virginía Ruano Pascual | Viktória Azàrenka Bob Bryan                    |
| 2009 | Roger Federer                                  | Svetlana Kuznetsova                            | Lukas Dlouhy Leander Paes                      | Anabel Medina Garrigues Virginía Ruano Pascual | Liezel Huber Bob Bryan                         |
| 2010 | Rafael Nadal                                   | Francesca Schiavone                            | Daniel Nestor Nenad Zimonjic                   | Serena Williams Venus Williams                 | Katarina Srebotnik Nenad Zimonjic              |
| 2011 | Rafael Nadal                                   | Li Na                                          | Max Mirnyi Daniel Nestor                       | Andrea Hlavacková Lucie Hradecká               | Casey Dellacqua Scott Lipsky                   |
| 2012 | Rafael Nadal                                   | Maria Xaràpova                                 | Max Mirnyi Daniel Nestor                       | Sara Errani Roberta Vinci                      | Sania Mirza Mahesh Bhupathi                    |
| 2013 | Rafael Nadal                                   | Serena Williams                                | Bob Bryan Mike Bryan                           | Iekaterina Makàrova Ielena Vesninà             | Lucie Hradecká Frantisek Cermak                |
| 2014 | Rafael Nadal                                   | Maria Xaràpova                                 | Julien Benneteau Édouard Roger-Vasselin        | Hsieh Su-wei Peng Shuai                        | Anna-Lena Grönefeld Jean-Julien Rojer          |
| 2015 | Stan Wawrinka                                  | Serena Williams                                | Ivan Dodig Marcelo Melo                        | Bethanie Mattek-Sands Lucie Šafářová           | Bethanie Mattek-Sands Mike Bryan               |
| 2016 | Novak Đoković                                  | Garbiñe Muguruza                               | Feliciano López Marc López                     | Caroline Garcia Kristina Mladenovic            | Martina Hingis Leander Paes                    |
| 2017 | Rafael Nadal                                   | Jelena Ostapenko                               | Ryan Harrison Michael Venus                    | Bethanie Mattek-Sands Lucie Šafářová           | Gabriela Dabrowski Rohan Bopanna               |
| 2018 | Rafael Nadal                                   | Simona Halep                                   | Pierre-Hugues Herbert Nicolas Mahut            | Barbora Krejčíková Kateřina Siniaková          | Latisha Chan Ivan Dodig                        |
| 2019 | Rafael Nadal                                   | Ashleigh Barty                                 | Kevin Krawietz Andreas Mies                    | Tímea Babos Kristina Mladenovic                | Latisha Chan Ivan Dodig                        |
| 2020 | Rafael Nadal                                   | Iga Świątek                                    | Kevin Krawietz Andreas Mies                    | Tímea Babos Kristina Mladenovic                | no celebrat                                    |
| 2021 | Novak Đoković                                  | Barbora Krejčíková                             | Pierre-Hugues Herbert Nicolas Mahut            | Barbora Krejčíková Kateřina Siniaková          | Desirae Krawczyk Joe Salisbury                 |
| 2022 | Rafael Nadal                                   | Iga Świątek                                    | Marcelo Arévalo Jean-Julien Rojer              | Caroline Garcia Kristina Mladenovic            | Ena Shibahara Wesley Koolhof                   |
| 2023 | Novak Đoković                                  | Iga Świątek                                    | Ivan Dodig Austin Krajicek                     | Hsieh Su-wei Wang Xinyu                        | Miyu Kato Tim Pütz                             |
| 2024 | Carlos Alcaraz                                 | Iga Świątek                                    | Marcelo Arévalo Mate Pavić                     | Coco Gauff Kateřina Siniaková                  | Laura Siegemund Édouard Roger-Vasselin         |
| 2025 | Carlos Alcaraz                                 | Coco Gauff                                     | Marcel Granollers Horacio Zeballos             | Sara Errani Jasmine Paolini                    | Sara Errani Andrea Vavassori                   |